# Grand-Fougeray
Grand-Fougeray (bret. Felgerieg-Veur) – miejscowość i gmina we Francji, w regionie Bretania, w departamencie Ille-et-Vilaine.
Według danych na rok 1990 gminę zamieszkiwało 1995 osób, a gęstość zaludnienia wynosiła 36 osób/km² (wśród 1269 gmin Bretanii Grand-Fougeray plasuje się na 317. miejscu pod względem liczby ludności, natomiast pod względem powierzchni na miejscu 55.).